# Alfonso und Estrella
Alfonso und Estrella (D 732) ist eine dreiaktige „Große heroisch-romantische“ Oper von Franz Schubert auf ein Libretto von Franz von Schober. Sie entstand in den Jahren 1821/1822 und wurde unter der musikalischen Leitung von Franz Liszt am 24. Juni 1854 im Hoftheater Weimar uraufgeführt.

## Handlung
Schauplatz und Zeit der Handlung sind im Libretto nicht direkt angegeben, lassen sich aber daraus rekonstruieren. Demnach spielt die Oper zur Zeit der Reconquista um 790 in Oviedo, der Residenzstadt des Königreichs Asturien, das hier mit dem historisch späteren Namen León bezeichnet wird, sowie einem nahegelegenen Gebirge.
Der alte König Froila (Bariton) wurde ins Exil getrieben, nachdem ihn Mauregato (Bariton) und dessen Feldherr Adolfo (Bass) entthront haben. Dem Feldherrn ist Estrella (Sopran) versprochen, die Tochter des neuen Herrschers. Diese wiederum lernt, nach der Jagd herumirrend in Fels und Wald, Froilas Sohn Alfonso (Tenor) kennen und lieben. Nach der Niederschlagung eines Aufstands Adolfos, der selbst Estrella begehrt, kommt es zur Versöhnung zwischen den Königen und zur Thronbesteigung Alfonsos.

### Erster Akt
Ein idyllisches Felsental mit der Hütte Froilas
Am frühen Morgen schmücken Landleute die Hütte des alten entmachteten Königs Froila mit Blumen und Kränzen (Introduktion: „Still noch decket uns die Nacht“). Hier im Exil hat Froila seine Ruhe wiedergefunden, hofft aber, dass sein Sohn Alfonso dereinst den Thron zurückerhalte (Arie: „Sei mir gegrüsst, o Sonne“). Die Landleute preisen seine Güte und versichern ihm ihre Treue (Chor und Ensemble: „Versammelt euch, Brüder“). Froila dankt ihnen. Als ein Jüngling ihn auffordert, die Insignien seiner Herrschaft für das folgende Jahr seinem Sohn zu übergeben, da dieser in allen Spielen gesiegt habe, reicht er Alfonso das „Schwert des Führers“. Alfonso nimmt es nur unmutig entgegen. Nach dem Grund gefragt, entgegnet er, dass ihm „dieses Glück“ nie genügen werde, da er das Tal nicht verlassen dürfe (Duett: „Geschmückt von Glanz und Siegen“). Er sehnt sich danach, in die Welt zu ziehen (Arie: „Schon, wenn es beginnt zu tagen“). Froila erklärt ihm, dass im Nachbarland ein grausamer Tyrann herrsche und ihr stilles Leben durch den Gebirgszug geschützt werde. Die Ketten werden aber bald fallen (Duett: „Schon schleichen meine Späher“). Er überreicht Alfonso als Pfand für dieses Versprechen eine Kette, die später als „Kette Eurichs“ eine besondere Bedeutung erhalten wird.
Mauregatos Schloss
Estrella, die Tochter des Königs Mauregato, der seinerzeit Froila vom Thron vertrieben hatte, wird von ihren Freundinnen zur Jagd aufgefordert (Chor: „Zur Jagd, zur Jagd!“). Doch trotz der sie umgebenden Reichtümer und der frohen Stimmung der anderen ist Estrellas Stimmung gedämpft (Arie mit Chor: „Es schmückt die weiten Säle“). Mauregatos Feldherr Adolfo erscheint nach einer siegreichen Schlacht. Er versichert Estrella, dass nur der Gedanke an sie ihm den nötigen Mut gegeben habe (Arie: „Doch im Getümmel der Schlacht“). Er bittet sie um ihre Gegenliebe. Estrella weist ihn ab und erklärt, dass sie ihm lediglich Achtung entgegenbringen könne. Daraufhin droht Mauregato ihr mit Gewalt (Duett: „Ja gib, vernimm mein Flehen“). Nach einem kämpferischen Chor der Krieger (Finale: „Glänzende Waffe den Krieger erfreut“) huldigt Adolfo König Mauregato. Der verspricht ihm für seine Treue eine Belohnung, die sich Adolfo selbst aussuchen dürfe, und schwört, seinen Wunsch zu erfüllen. Adolfo bittet ihn um die Hand seiner Tochter Estrella. Diese fleht ihren Vater an, sie vor diesem kaltherzigen Mann zu verschonen. Mauregato will seine Tochter nicht gegen ihren Willen verheiraten und beruft sich auf eine alte Prophezeiung: „Nur wer die Kette Eurichs wiederbringt, die noch vom alten Königsstamme fehlt, wird mit Estrellen feierlich vermählt.“ Alfonso will sich damit nicht abfinden. Er schwört Rache. Der Akt endet mit Schlachtrufen Adolfos und der Krieger, die sich mit den Jagdrufen Estrellas und ihrer Freundinnen mischen, während Mauregato hofft, dass Estrella ihre Ruhe wiederfinden kann.

### Zweiter Akt
Gebirge in der Nähe von Froilas Tal
Auf Bitte seines Sohnes singt Froila das „Lied vom Wolkenmädchen“, in dem es um eine tragische Liebesgeschichte geht (Arie: „Der Jäger ruhte hingegossen“). Während Froila darauf zur Hütte zurückkehrt, möchte sich Alfonso noch eine Weile im Freien seinen durch das Lied geweckten romantischen Gefühlen hingeben. Er trifft auf Estrella, die sich während der Jagd verirrt hatte (Duett: „Von Fels und Wald umrungen“). Alfonso fühlt sich an das Wolkenmädchen erinnert und verliebt sich auf der Stelle in sie (Arie: „Wenn ich dich Holde sehe“). Auch Estrella ist angetan und dankbar (Duett: „Freundlich bist du mir erschienen“). Sie würde gerne noch länger bei ihm bleiben, muss aber zurück zu ihrem Vater, der sich sicher schon um sie sorgt (Arie: „Könnt ich ewig hier verweilen“). Alfonso schenkt ihr zum Abschied die von seinem Vater erhaltene Kette (Duett: „Lass dir als Erinnerungszeichen“).
Ruinenhof in Oviedo
Adolfo hat seine Anhänger zu einer Verschwörung gegen den König zusammengerufen (Chor und Ensemble: „Stille, Freunde, seht euch vor“). Sein Ziel ist die Privatrache an Mauregato, der Raub der Krone und die Heirat mit Estrella, aber vor seinen Freunden behauptet er, den vertriebenen König Froila rächen zu wollen (Arie: „Ja, meine Rache will ich kühlen“).
Mauregatos Schloss
Mauregatos Leute kehren erfolglos von der Suche nach der noch immer vermissten Estrella zurück (Chor: „Wo ist sie, was kommt ihr zu künden?“). Mauregato leidet unter der Last der Krone und kann niemandem wirklich vertrauen. Sein einziger Trost war die Liebe zu seiner Tochter Estrella (Arie: „Nur bewundert von dem Neide“). Endlich wird ihre Rückkehr gemeldet (Ensemble: „Die Prinzessin ist erschienen!“), und er kann sie wieder in die Arme schließen (Duett und Chor: „Darf dich dein Kind umarmen?“). Dabei erblickt Mauregato an ihrem Hals „Eurichs heilige Kette“, die der Prophezeiung nach von ihrem zukünftigen Gatten gebracht werden sollte. Estrella hofft, dass dieser Spruch wahr würde. Sie kennt zwar noch nicht Alfonsos Namen, sieht aber sein Bild lebhaft vor sich (Arie: „Herrlich auf des Berges Höhen“). Der Anführer von Mauregatos Leibwache unterbricht das Gespräch mit der Nachricht, dass sich Aufständische unter der Führung Adolfos dem Palast nähern. Mauregato kann diesen Verrat seines Günstlings kaum glauben. Estrella besteht darauf, an der Seite ihres Vaters zu bleiben, um ihm beizustehen, und alle rüsten sich zum Kampf.

### Dritter Akt
Froilas Tal mit seiner Hütte im Hintergrund
Eine Orchestereinleitung stellt die Schlacht zwischen Mauregatos und Adolfos Truppen dar (Introduktion: Allegro). Ein Jüngling und ein Mädchen beklagen das hereinbrechende Unheil und die vielen Toten (Duett und Chor: „Hörst du rufen, hörst du lärmen?“). Adolfo hat Estrella in seine Hand gebracht und fordert sie auf, seine Liebe anzunehmen und ihn zu heiraten (Duett: „Du wirst mir nicht entrinnen!“). Als Estrella sein Ansinnen entschieden ablehnt, zieht er seinen Dolch und stellt ihr ein Ultimatum: „Wähle Leben oder Tod!“ Estrella ruft um Hilfe. Ihre Schreie führen Alfonso und seine Jäger herbei, denen es gelingt, Adolfo zu überwältigen und in Ketten zu schlagen (Terzett und Chor: „Hilfe“ – „Welche Stimme!“). Nun erwartet Alfonso freudigen Dank von Estrella – doch sie sorgt sich um ihren Vater, den König von León, von dessen Seite sie während der Schlacht gerissen wurde (Duett: „Doch nun werde deinem Retter“). Alfonso verspricht ihr dessen Rettung. Er will sich ihrer Liebe als würdig erweisen (Duett: „Schön und herrlich seh ich's tagen“). Da kommen ihnen die fliehenden Krieger Mauregatos entgegen (Duett mit Chor: „Wehe, meines Vaters Scharen“). Alfonso hält sie auf und macht ihnen Mut, den Kampf unter seiner Führung fortzusetzen. Dazu zeigt er ihnen den gefangenen feindlichen Anführer und stößt ins Horn, um seine Gefährten herbeizurufen. Die Jäger antworten mit weiteren Hornrufen, kommen herbei und schwören ihm gemeinsam mit den Kriegern Gefolgschaft (Ensemble: „Sie haben das Rufen vernommen“).
Als auch Froila erscheint, bittet Alfonso ihn, auf Estrella, die er ihm als Prinzessin von León und seine Geliebte vorstellt, achtzugeben, bis ihr Vater gerettet sei. Froila ist überrascht, in ihr der Tochter seines alten Feindes Mauregato zu begegnen. Doch hegt er keinen Groll mehr und ist im Gegenteil erfreut über diese Wendung des Schicksals. Alfonso, die Jäger und Krieger begeben sich zum Kampf gegen die übrigen Verschwörer.
Da nähert sich der von Gewissensbissen geplagte Mauregato. Er hält Froila zunächst für einen Geist, bittet ihn um Gnade und überreicht ihm die seinerzeit geraubte Krone (Arie: „Wo find ich nur den Ort“). Froila versichert ihm, dass er noch lebe und ihm vergebe (Duett: „Kein Geist, ich bin am Leben“). Die beiden versöhnen sich. Froila führt Mauregato mit seiner geretteten Tochter zusammen (Terzett: „Hab ich dich, Vater, wieder!“). Kurz darauf kehrt auch Alfonso mit den Jägern und Kriegern siegreich zurück (Finale: „Die Schwerter hoch geschwungen“). Alfonso legt sein Schwert Mauregato zu Füßen – doch der verweist auf Froila, der jetzt König sei. Alle einschließlich des besiegten Adolfo versichern ihm ihre Gefolgschaft. Froila überlässt das Urteil über Adolfo Mauregato, der diesem gnädig die Freiheit schenkt. Estella teilt ihrem Vater mit, dass Alfonso derjenige war, von dem sie die Kette erhalten hatte. Daraufhin verspricht Mauregato ihm ihre Hand als Siegeslohn. Zudem tritt Froila ihm die Königswürde ab. Auch Adolfo schwört ihm seine Treue. Alle preisen das junge Paar und den neuen König (Schlusschor: „Liebe hat den Friedensbogen“).

## Gestaltung
Alfonso und Estrella ist Schuberts einzige durchkomponierte vollständige Oper. Für Kurt Pahlen stellt sie damit eine „wichtige Etappe auf dem Weg von der deutschen Spieloper zum Musikdrama“ dar. Es gibt keine gesprochenen Texte mehr. Stattdessen entstehen längere „dramatisch-musikalischer Bildungen“, die bereits auf die Technik Wagners hinführen. Die Arien sind liedhaft gestaltet und verzichten auf jegliche Virtuosität. Die verschiedenen Personen werden durch die Instrumentation und die Melodik charakterisiert. Auch mit diesen Vorläufern von Leitmotiven nimmt Schubert bereits Wagner vorweg. Auffällig ist zudem die große Bedeutung des Chores, der in 15 der 34 Nummern mitwirkt. Die orchesterbegleiteten Rezitative lehnen sich eng an die Sprache an. Hier nutzt Schubert häufig einen größeren Tonumfang und größere Intervalle als in den Rezitativen des vorangegangenen Jahrhunderts. Möglicherweise orientierte er sich dabei an den Finali von Mozarts Zauberflöte oder an Webers Freischütz.
Obwohl Liszt das Werk außerordentlich lobte, in dem Schubert die Deklamation „zu einer bisher im Liede nicht für möglich gehaltenen Energie und Kraft gesteigert und Meisterwerke der Poesie mit ihrem Ausdruck verherrlicht hat“, galt Alfonso und Estrella wie auch die anderen Opern Schuberts bei Musikhistorikern als „misslungen“.:136 Dieses pauschale Urteil wird in neuerer Zeit angezweifelt. Kurt Pahlen beispielsweise hält sie für in ihrer Entstehungszeit außerordentlich fortschrittlich und sieht einen Grund für die negative Aufnahme darin, dass die Oper zum Zeitpunkt der Uraufführung bereits nicht mehr so „revolutionär“ wirkte. Ulrich Schreiber zählt sie zusammen mit Schuberts Fierrabras zu den „ehrgeizigsten romantischen Opernschöpfungen im deutschen Kulturraum überhaupt“. Problematisch sei allerdings das Libretto Schobers, das vollständig in gereimten Versen gefasst ist, ohne auf die jeweilige dramatische Situation einzugehen – für Schreiber der „negative[…] Inbegriff einer poetisch geschlossenen Form“, der Schubert nicht viel entgegensetzen konnte. Die „Liedhaftigkeit“ der Musik ergibt sich daher auch aus dem „endlos gleichmäßige[n] Viervierteltakt“ infolge der „sprachlichen Ödnis“.:138 Auch in der Dramaturgie zeigen sich Schwächen. Hans-Joachim Hinrichsen nennt als Beispiele den zu spät dargestellten Treuebruch Adolfos, der erst die eigentliche Handlung auslöst, sowie die unglaubwürdige Konzeption des „eher lyrisch veranlagten Anti-Helden“ Alfonso als Bezwinger Adolfos.:70
Von besonderer Qualität ist dagegen die für die Zeit der Komposition ausgesprochen differenzierte Instrumentierung.:136 Als „Meisterstück“ bezeichnete Marius Flothuis das Terzetts Estrella/Mauregato/Adolfo im Finale des ersten Akts, das als dreistimmiger Kanon gestaltet ist („Was werd ich nun beginnen“), zu dem der Chor im Unisono hinzutritt.

Autographen
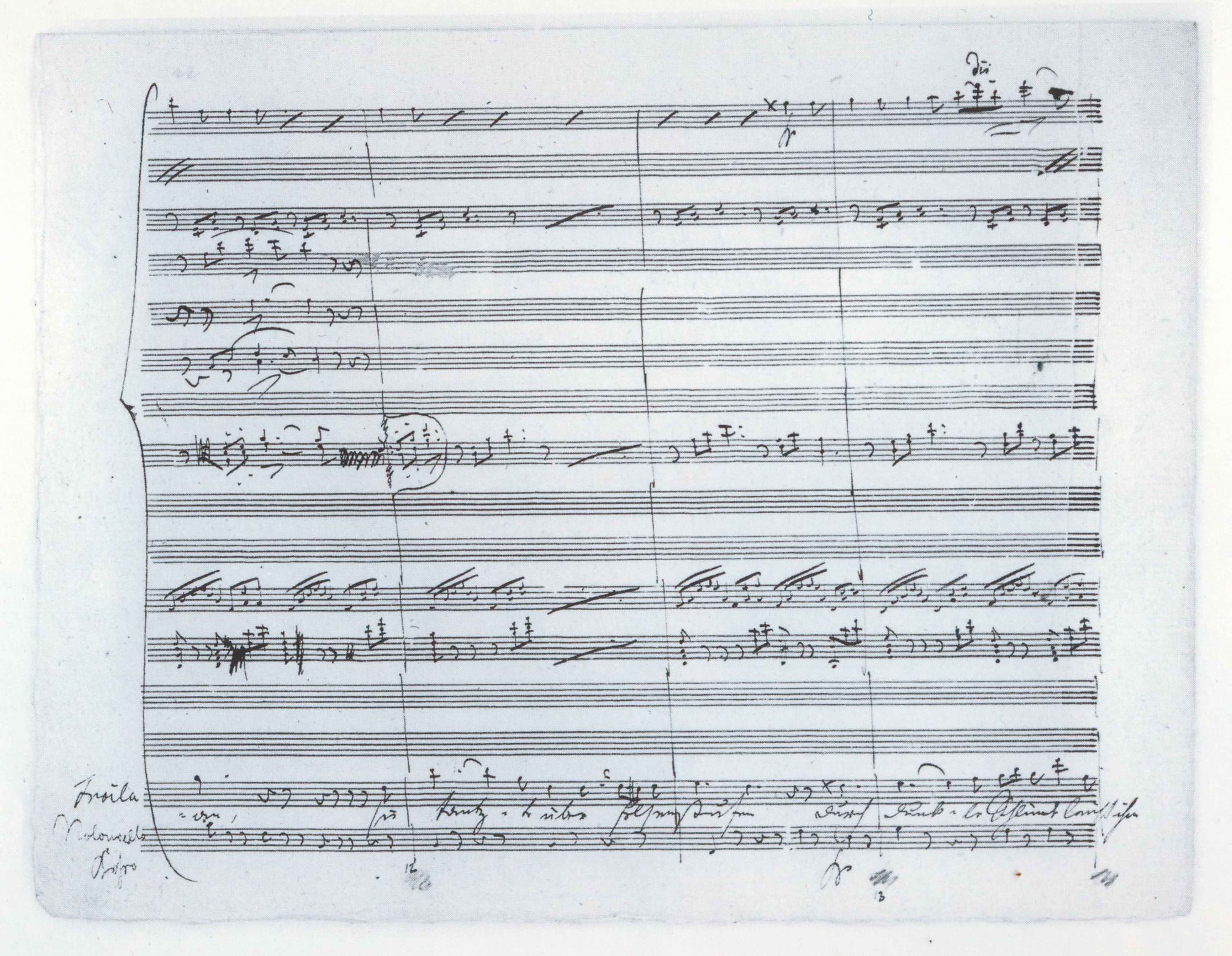
Autograph des Lied vom Wolkenmädchen (Froila), später zitiert in „Täuschung“ (Winterreise)
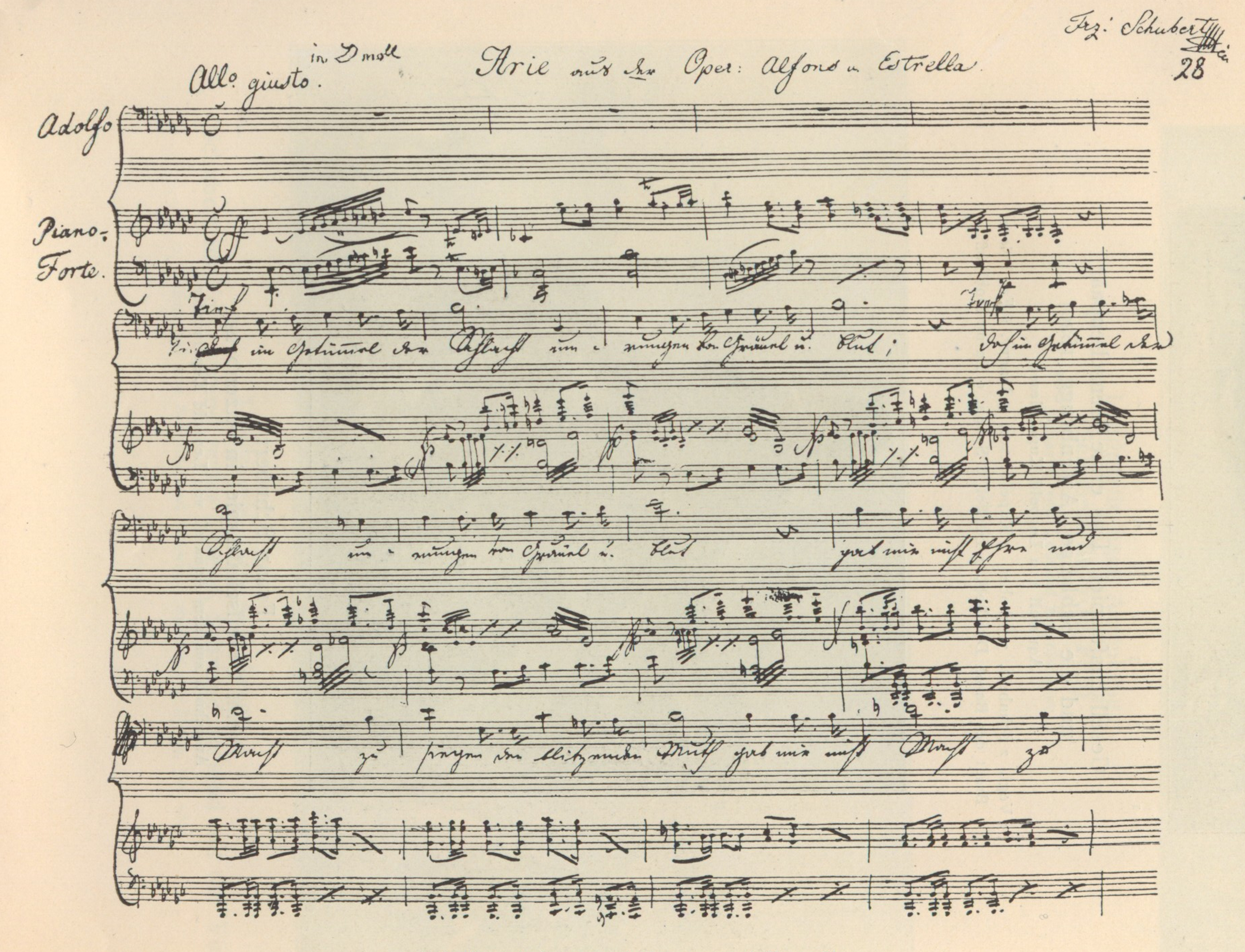
Arie des Adolfo, autographer Klavierauszug

### Instrumentation
Die Orchesterbesetzung der Oper enthält die folgenden Instrumente:
- Holzbläser: Piccoloflöte, zwei Flöten, zwei Oboen, zwei Klarinetten, zwei Fagotte
- Blechbläser: vier Hörner, zwei Trompeten, drei Posaunen
- Pauken, Schlagzeug: Große Trommel, Becken
- Harfe
- Streicher
- Bühnenmusik: zwei Oboen, zwei Klarinetten, zwei Fagotte, zwei Hörner, zwei Trompeten

### Musiknummern
Die Oper enthält die folgenden Musiknummern:
Erster Akt
- Ouvertüre: Andante – Allegro
- Nr. 1. Introduktion (Chor mit Alt- und Tenorsolo): „Still noch decket uns die Nacht“
- Nr. 2. Arie (Froila): „Sei mir gegrüßt, o Sonne“
- Nr. 3. Chor und Ensemble (Mädchen, Jüngling, Froila): „Versammelt euch, Brüder“
- Nr. 4. Duett (Froila, Alfonso): „Geschmückt von Glanz und Siegen“
- Nr. 5. Rezitativ (Alfonso, Froila): „Es ist dein streng Gebot“
  - Arie (Alfonso): „Schon, wenn es beginnt zu tagen“
- Nr. 6. Rezitativ (Froila, Alfonso): „Du rührst mich, Teurer, sehr“
  - Duett (Froila, Alfonso): „Schon schleichen meine Späher“
- Nr. 7. Chor: „Zur Jagd, zur Jagd!“
  - Arie mit Chor (Estrella, Frauen): „Es schmückt die weiten Säle“
- Nr. 8. Rezitativ (Adolfo, Estrella): „Verweile, o Prinzessin!“
  - Arie (Adolfo): „Doch im Getümmel der Schlacht“
- Nr. 9. Duett (Adolfo, Estrella): „Ja gib, vernimm mein Flehen“
- Nr. 10. Finale (Adolfo, Mauregato, Estrella, Krieger, Frauen): „Glänzende Waffe den Krieger erfreut“

Zweiter Akt
- Nr. 11. Rezitativ (Alfonso, Froila): „O sing mir, Vater“
  - Arie (Froila): „Der Jäger ruhte hingegossen“
- Nr. 12. Rezitativ (Alfonso, Froila): „Wie rühret mich dein herrlicher Gesang“
  - Duett (Estrella, Alfonso): „Von Fels und Wald umrungen“
- Nr. 13. Rezitativ (Alfonso, Estrella): „Wer bist du, holdes Wesen“
  - Arie (Alfonso): „Wenn ich dich Holde sehe“
- Nr. 14. Duett (Estrella, Alfonso): „Freundlich bist du mir erschienen“
- Nr. 15. Arie (Estrella): „Könnt ich ewig hier verweilen“
- Nr. 16. Duett (Alfonso, Estrella): „Lass dir als Erinnerungszeichen“
- Nr. 17. Chor und Ensemble (Verschworene, Adolfo): „Stille, Freunde, seht euch vor“
  - Arie (Adolfo): „Ja, meine Rache will ich kühlen“
- Nr. 18. Chor: „Wo ist sie, was kommt ihr zu künden?“
  - Arie (Mauregato): „Nur bewundert von dem Neide“
- Nr. 19. Ensemble (Chor, Mauregato, Estrella): „Die Prinzessin ist erschienen!“
- Nr. 20. Duett und Chor (Estrella, Mauregato): „Darf dich dein Kind umarmen?“
- Nr. 21. Arie (Estrella): „Herrlich auf des Berges Höhen“
- Nr. 22. Finale (Mauregato, Estrella, Anführer der Leibwache, Chor): „Sag, wo ist er hingekommen“

Dritter Akt
- Nr. 23. Introduktion: Allegro
- Nr. 24. Duett und Chor (Mädchen, Jüngling, Frauen): „Hörst du rufen, hörst du lärmen?“
- Nr. 25. Duett (Adolfo, Estrella): „Du wirst mir nicht entrinnen!“
- Nr. 26. Terzett und Chor (Estrella, Alfonso, Adolfo): „Hilfe“ – „Welche Stimme!“
- Nr. 27. Duett (Alfonso, Estrella): „Doch nun werde deinem Retter“
- Nr. 28. Rezitativ (Estrella, Alfonso): „Ja ich, ich bin gerettet“
  - Duett (Alfonso, Estrella): „Schön und herrlich seh ich's tagen“
- Nr. 29. Duett mit Chor (Estrella, Alfonso, Krieger): „Wehe, meines Vaters Scharen“
- Nr. 30. Ensemble (Alfonso, Krieger, Jäger): „Sie haben das Rufen vernommen“
- Nr. 31. Rezitativ und Ensemble (Froila, Alfonso, Estrella, Krieger, Jäger): „Was geht hier vor?“
- Nr. 32. Arie (Mauregato): „Wo find ich nur den Ort“
- Nr. 33. Duett (Froila, Mauregato): „Kein Geist, ich bin am Leben“
- Nr. 34. Terzett und Finale:
  - Rezitativ (Froila, Mauregato): „Empfange nun aus meiner Hand“
  - Terzett (Froila, Mauregato, Estrella): „Hab ich dich, Vater, wieder!“
  - Rezitativ (Mauregato, Froila): „Was hör ich, welche Klänge?“
  - Finale: „Die Schwerter hoch geschwungen“
  - Rezitativ: „O König! dieses Siegerschwert“
  - Rezitativ: „Lass, Vater, dir enthüllen“
  - Schlusschor: „Liebe hat den Friedensbogen“

## Werkgeschichte
Im September 1821 verließ Schubert mit dem befreundeten Dichter Franz von Schober für einige Wochen Wien, um auf dem Lande in St. Pölten gemeinsam an der Oper Alfonso und Estrella zu arbeiten.:69 Das Libretto basiert möglicherweise auf einer spanischen Quelle, die jedoch noch nicht identifiziert wurde. Noch vor Fertigstellung der Komposition erhielt Schubert eine Anfrage nach einer Oper für das Theater am Kärntnertor. Nach Beendigung der Arbeit schlug er seine neue Oper vor. Sie wurde jedoch zu seiner Enttäuschung von der Direktion abgelehnt, und auch zwei für die Hauptrollen vorgesehenen Sänger, der mit Schubert befreundete Bariton Johann Michael Vogl (Froila) und die Sopranistin Anna Milder-Hauptmann (Estrella, seit 1816 jedoch in Berlin), reagierten zurückhaltend.
Die Ouvertüre nutzte Schubert 1823 für seine Bühnenmusik zum Schauspiel Rosamunde. Einen Teil der Ballade am Anfang des zweiten Akts verwendete er 1828 für das Lied „Täuschung“ in der Winterreise (dort Nr. 19).
Zur Uraufführung einer gekürzten Fassung kam es erst am 24. Juni 1854 – lange nach Schuberts Tod – im Großherzoglichen Hoftheater Weimar. Die musikalische Leitung hatte Franz Liszt, der möglicherweise von Schober, seinem zeitweiligen Sekretär, dazu überredet worden war. Es sangen Hans Feodor von Milde (Froila), Rosa Aghté-Milde (Estrella), Karl Mayerhofer (Adolfo), August Höfer (Mauregato), Eduard Liebert (Alfonso) und August Knapp (Anführer der Leibwache). Bei dieser Aufführung wurde Schuberts Ouvertüre durch eine von Anton Rubinstein ersetzt.
Eine stark bearbeitete Fassung von Johann Nepomuk Fuchs wurde 1881 in Kassel, Wien und anderenorts aufgeführt und hatte kurzzeitig gewissen Erfolg. 1958 wurde in Stuttgart eine Pasticcio-Fassung von Kurt Honolka unter dem Titel Die Wunderinsel aufgeführt.:663
1969 gab es eine Aufführung in Edinburgh. In englischer Sprache wurde die Oper 1977 im britischen Reading und 1978 in Detroit aufgeführt. Am 28. September 1991 wurde in Graz unter der Leitung von Mario Venzago (Inszenierung: Martin Schüler) erstmals eine weitgehend unbearbeitete Fassung in deutscher Sprache gegeben. 1997 wurde die Oper unter der Leitung von Nikolaus Harnoncourt in einer Inszenierung von Jürgen Flimm bei den Wiener Festwochen gespielt. Diese Produktion wurde 2001 in Zürich übernommen.
1978 spielte Otmar Suitner die vollständige Fassung mit namhaften Liedersängern auf Tonträger ein, darunter Edith Mathis, Peter Schreier, Dietrich Fischer-Dieskau, Hermann Prey sowie Theo Adam.

## Aufnahmen
- 26. Oktober 1956 (italienische Fassung; live, konzertant aus Mailand): Nino Sanzogno (Dirigent), Chor und Orchestra Sinfonica della RAI di Milano. Mario Borriello (Mauregato), Suzanne Danco (Estrella), Plinio Clabassi (Adolfo), Rolando Panerai (Troila), Luigi Alva (Alfonso), Sandra Chissari (Mädchen), Alfredo Nobile (Jüngling). Melodram LP: MEL 35 (3 LP), Gala GL 100.736 (2 CD), Cantus Classics 500780 (2 CD).[12]:16809
- 1958/59 (Fassung von Kurt Honolka mit neuem Text Die Wunderinsel, stark gekürzt; Studioaufnahme): Josef Dünnwald (Dirigent), Symphonie-Orchester und Frauenchor des SWR Stuttgart. Barry McDaniel (Alfonso), Marie-Therese Freymann (Ariel), Fritz Linke (Caliban), Fritz Wunderlich (Ferdinand), Friederike Sailer (Miranda), Herbert Brauer (Prospero), Heinz Cramer (Stephano).[12]:16810
- 7. September 1968 (live, konzertant aus Edinburgh): Alexander Gibson (Dirigent), Scottish Orchestra und Chorus. Thomas Hemsley (Mauregato), Phyllis Curtin (Estrella), Josef Greindl (Adolfo), John Shaw (Troila), Richard Lewis (Alfonso), Duncan Robertson (Anführer der Leibwache), Patricia Hay (Mädchen). Omega Opera Archive 1325 (3 CD).[12]:16811
- 4. Mai 1978 (live, konzertant aus St. Pölten): Erwin Ortner (Dirigent), Niederösterreichisches Tonkünstlerorchester, Arnold Schoenberg Chor. Georg Tichy (Mauregato), Jane Marsh (Estrella), Artur Korn (Adolfo), Peter Weber (Troila), Kurt Equiluz (Alfonso), Taina Kataja (Mädchen), Frederick Urrey (Jüngling). PAN LP: 120392.[12]:16812
- 1978 (Studio-Aufnahme; Opernwelt-CD-Tipp: „künstlerisch wertvoll“[10]): Otmar Suitner (Dirigent), Staatskapelle Berlin, Rundfunkchor Berlin. Hermann Prey (Mauregato), Edith Mathis (Estrella), Theo Adam (Adolfo), Dietrich Fischer-Dieskau (Troila), Peter Schreier (Alfonso), Horst Gebhardt (Anführer der Leibwache), Magdalena Falewicz (Mädchen), Eberhard Büchner (Jüngling). Berlin Classics CD: BC 2156 2 (2 CD), EMI LP: 157-30 816/18 (3 LP), Brilliant Classics 94689 (3 CD).[12]:16813
- 17. Mai 1997 (Video, live aus dem Theater an der Wien, gekürzt): Nikolaus Harnoncourt (Dirigent), Jürgen Flimm (Inszenierung), Chamber Orchestra of Europe, Arnold Schoenberg Chor. Olaf Bär (Mauregato), Ľuba Orgonášová (Estrella), Alfred Muff (Adolfo), Thomas Hampson (Froila), Endrik Wottrich (Alfonso), Carlos Silva (Anführer der Leibwache), Birgit Heindler (Mädchen), Georg Nigl (Jüngling).[12]:16814
- Januar 2004 (Video, live aus Cagliari, gekürzt?): Gérard Korsten (Dirigent), Luca Ronconi (Inszenierung), Orchester und Chor des Teatro Lirico di Cagliari. Jochen Schmeckenbecher (Mauregato), Eva Mei (Estrella), Alfred Muff (Adolfo), Markus Werba (Froila), Rainer Trost (Alfonso), Pavel Černoch (Anführer der Leibwache), Elena Monti (Mädchen), Enrico Cossutta (Jüngling). Dynamic CDS 451 (2 CD), Dynamic DYN 533451 (1 DVD).[12]:16815
- 8. Oktober 2005 (live, konzertant aus Berlin): Nikolaus Harnoncourt (Dirigent), Berliner Philharmoniker, Rundfunkchor Berlin. Jochen Schmeckenbecher (Mauregato), Dorothea Röschmann (Estrella), Hanno Müller-Brachmann (Adolfo), Christian Gerhaher (Froila), Kurt Streit (Alfonso), Christoph Leonhardt (Anführer der Leibwache), Isabelle Voßkühler (Mädchen), René Voßkühler (Jüngling).[12]:16816